# Karl Keil (Bildhauer)

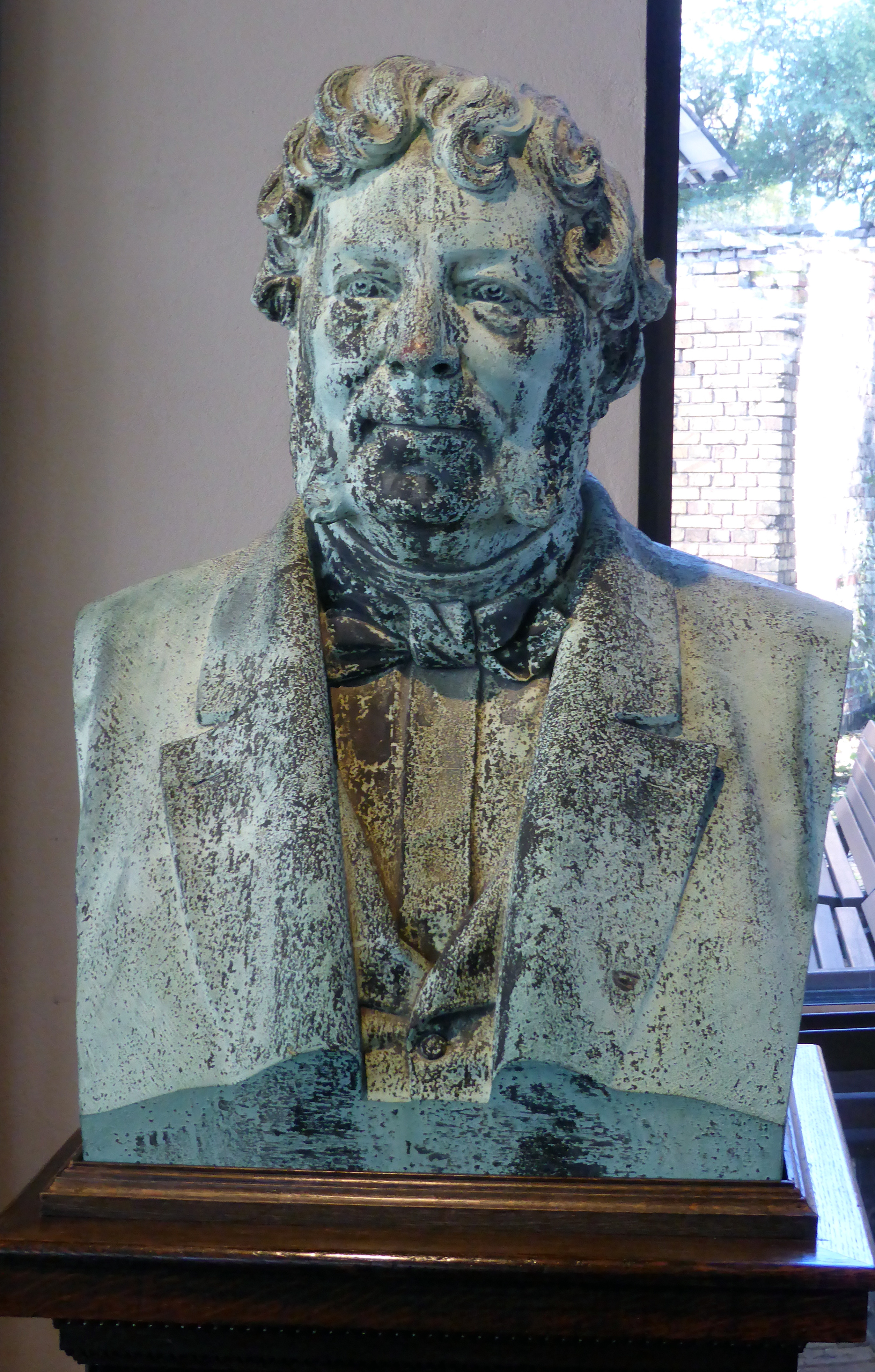
Bronzebüste Karl Keils (von Friedrich Neuhaus, 1883)

Karl Keil, auch Carl Keil, (* 31. Mai 1838 in Wiesbaden; † 31. Juli/1. August 1889 in Bad Kiedrich; vollständiger Name: Karl Philipp Franz Keil) war ein deutscher Bildhauer.

## Leben

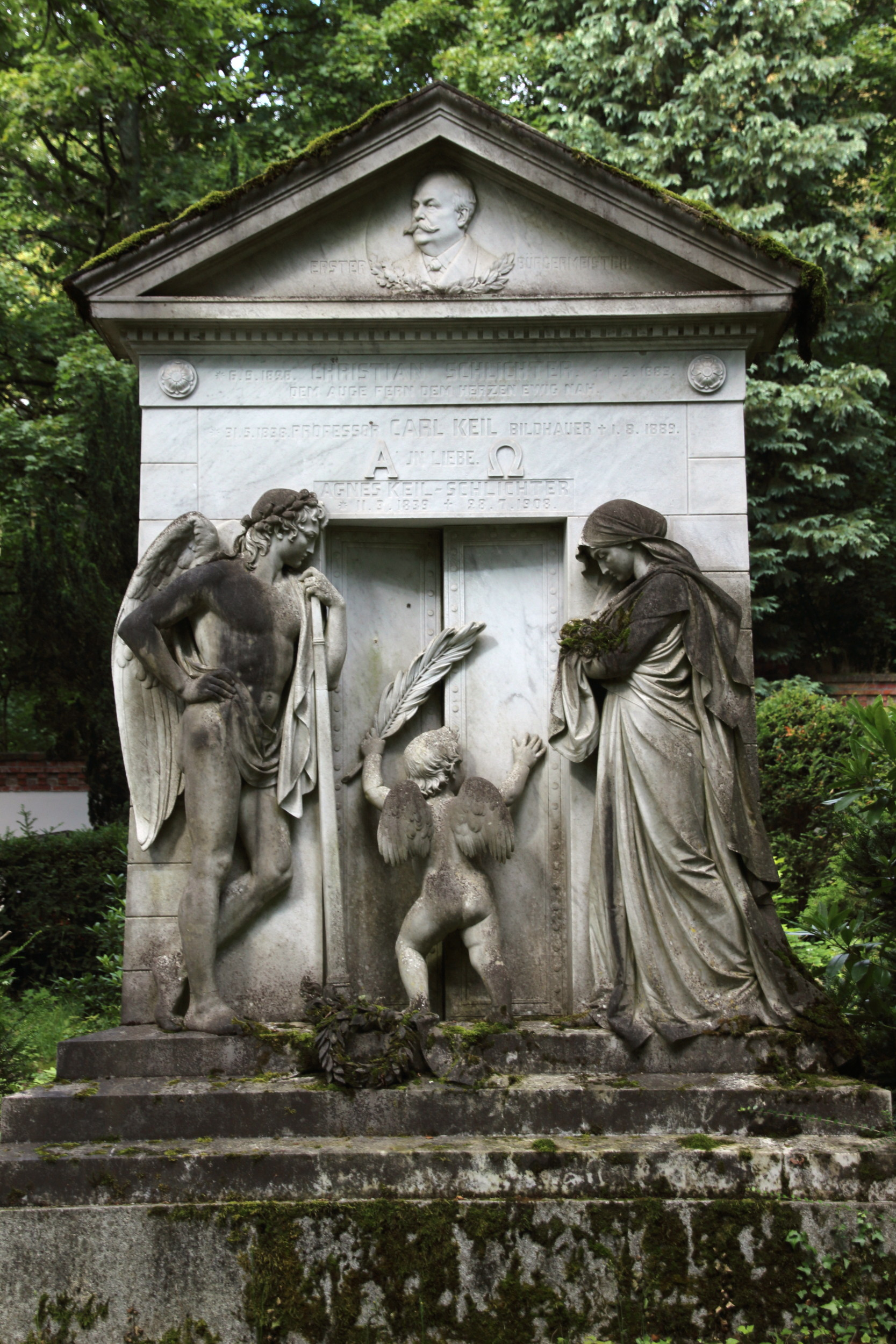
Grabmal Keils auf dem Nordfriedhof in Wiesbaden

Keil war der Sohn eines Schneiders. Er begann seine künstlerische Ausbildung als Schüler des Hofbildhauers Emil Alexander Hopfgarten in Biebrich und wurde 1857, unterstützt durch ein Stipendium des Herzogs von Nassau, ein Schüler Friedrich Drakes in Berlin, vor dem er eine Porträtstatuette anfertigte, die 1861 in der zweiten allgemeinen deutschen und historischen Kunstausstellung im Wallraf-Richartz-Museum in Köln ausgestellt wurde. Dank des Stipendiums konnte er in Berlin auch die Kunstakademie besuchen und sich vollständig zum Bildhauer ausbilden lassen. Er unternahm 1861 eine Studienreise nach Antwerpen. Seine ersten selbständigen Arbeiten waren das für den Palast des Grafen von Waldersdorf in Wiesbaden gefertigte Wappen mit zwei Löwen in Sandstein und 1863 die Reliefs der vier Jahreszeiten für das dortige Badehaus zum Nassauerhof. 1863 besuchte er zudem Weimar und Kopenhagen. 1865 beauftragte ihn Erzherzog Stephan von Österreich mit der Ausführung von zwei kolossalen Herolden als Fackelträgern am Hauptportal des Schlosses Schaumburg an der Lahn und 1867 hielt er sich in Paris auf. Der Schwerpunkt seiner künstlerischen Begabung lag in der Porträtplastik, in der er Schärfe und Energie des Ausdrucks mit vornehmer Formengebung verband. Seine Büsten des deutschen Kaisers und des deutschen Kronprinzen waren besonders geschätzt. Er war königlicher Professor.
Keil heiratete nach dem Tod Christian Schlichters (1828–1883), des ehemaligen Bürgermeisters von Wiesbaden, dessen Witwe Agnes (1839–1908). Seine letzte Ruhestätte fand er auf dem Nordfriedhof in Wiesbaden.

## Werke (Auswahl)
- 1868: Trauernde weibliche Figur
- 1869: Büste Kaiser Wilhelms I. für die Fassade der Wilhelmsheilanstalt in Wiesbaden
- 1871: Deutsch-Französischer Krieg 1870/71, 12 m langes Relief an der Westseite des Unterbaus der Siegessäule in Berlin (Darstellung der Schlacht bei Sedan 1870 und Einzug in Paris)
- 1875: das Kriegerdenkmal 1870/71 in Bremen
Der Fahnenträger wurde danach auch für Kriegerdenkmäler in Cronenberg und Neuengeseke wiederholt.
- 1877: Büste Bismarks
- die kolossale Bronzestatue Kaiser Wilhelms in einer der Nischen über dem Hauptportal des Roten Rathauses in Berlin
- 1880: Bronzestatue des Feldmarschalls Friedrich von Wrangel für Berlin
- 1883: Bronzebüste des Architekten Friedrich Neuhaus, bis 1987 vor dem Hamburger Bahnhof in Berlin, heute ausgestellt im Deutschen Technikmuseum Berlin
- 1899: Kaiser Wilhelm I.-Denkmal in Hohensalza (heute Inowrocław in Polen)[4]

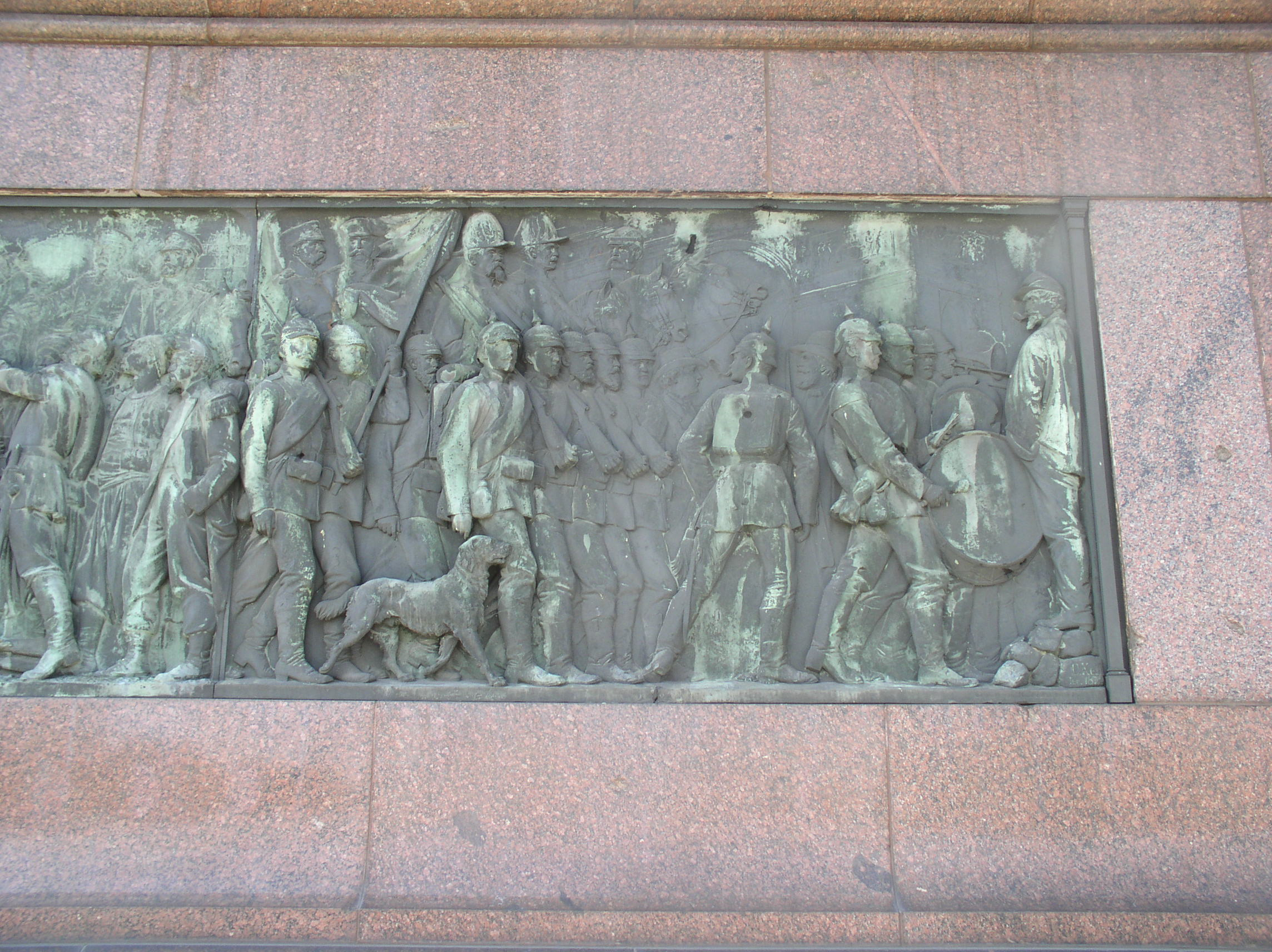
Relief an der Siegessäule in Berlin
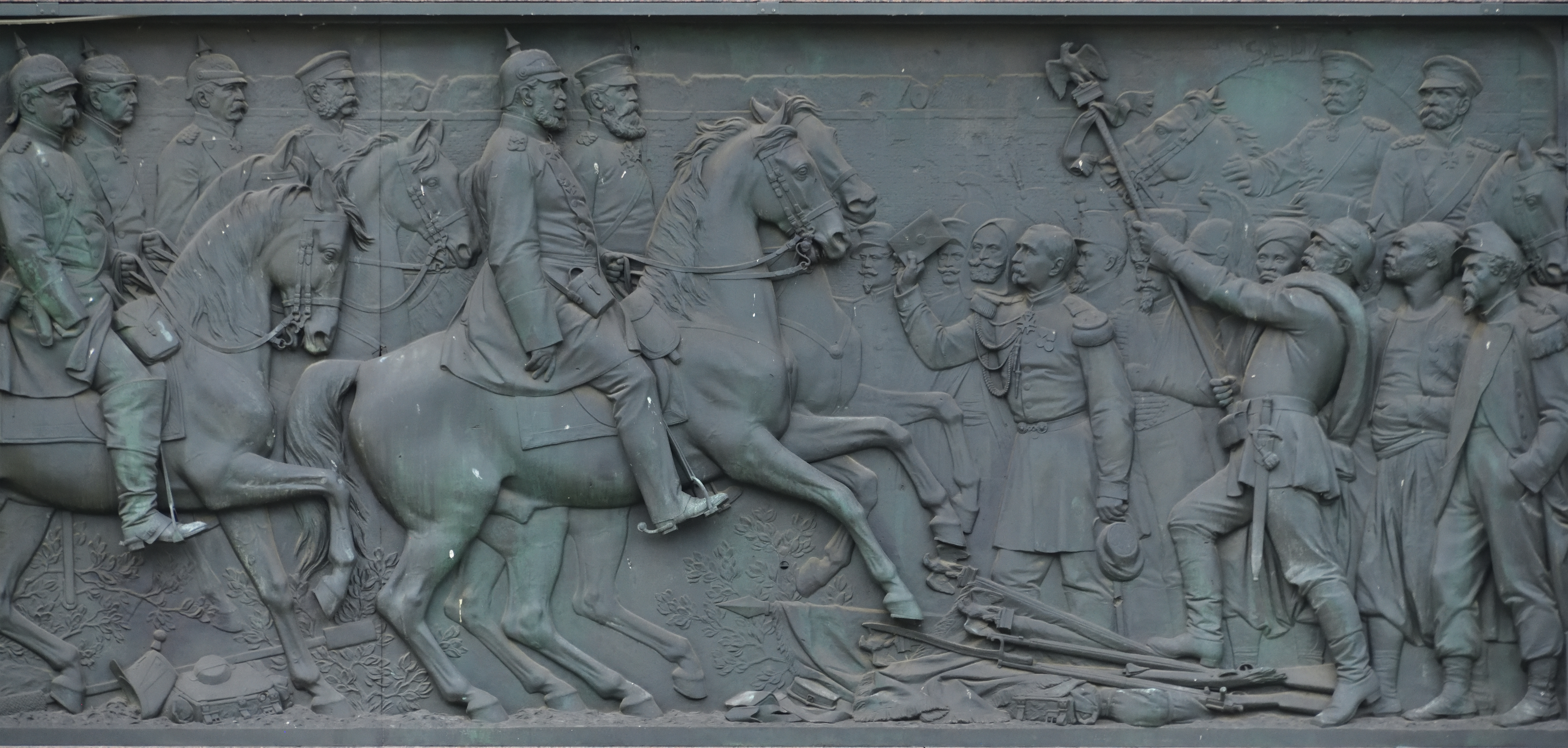
Relief an der Siegessäule in Berlin
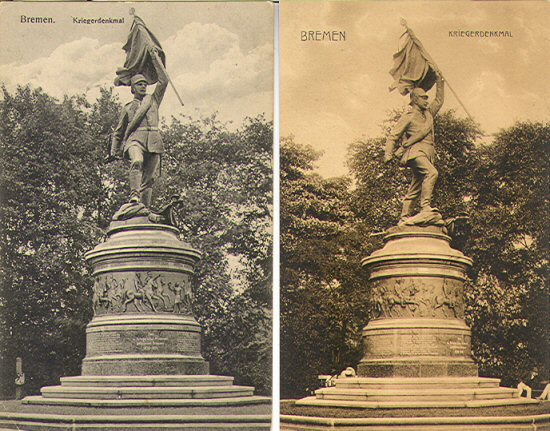
Kriegerdenkmal 1870/71 in Bremen
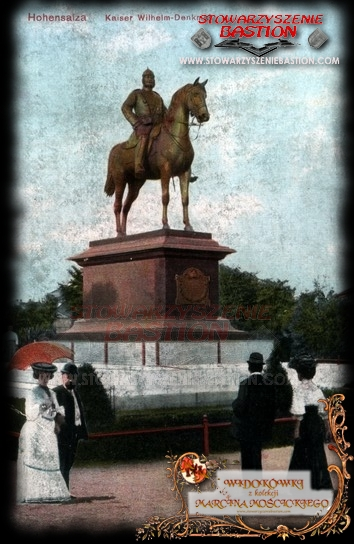
Kaiser Wilhelm I Denkmal in Hohensalza (heute Inowrocław in Polen).
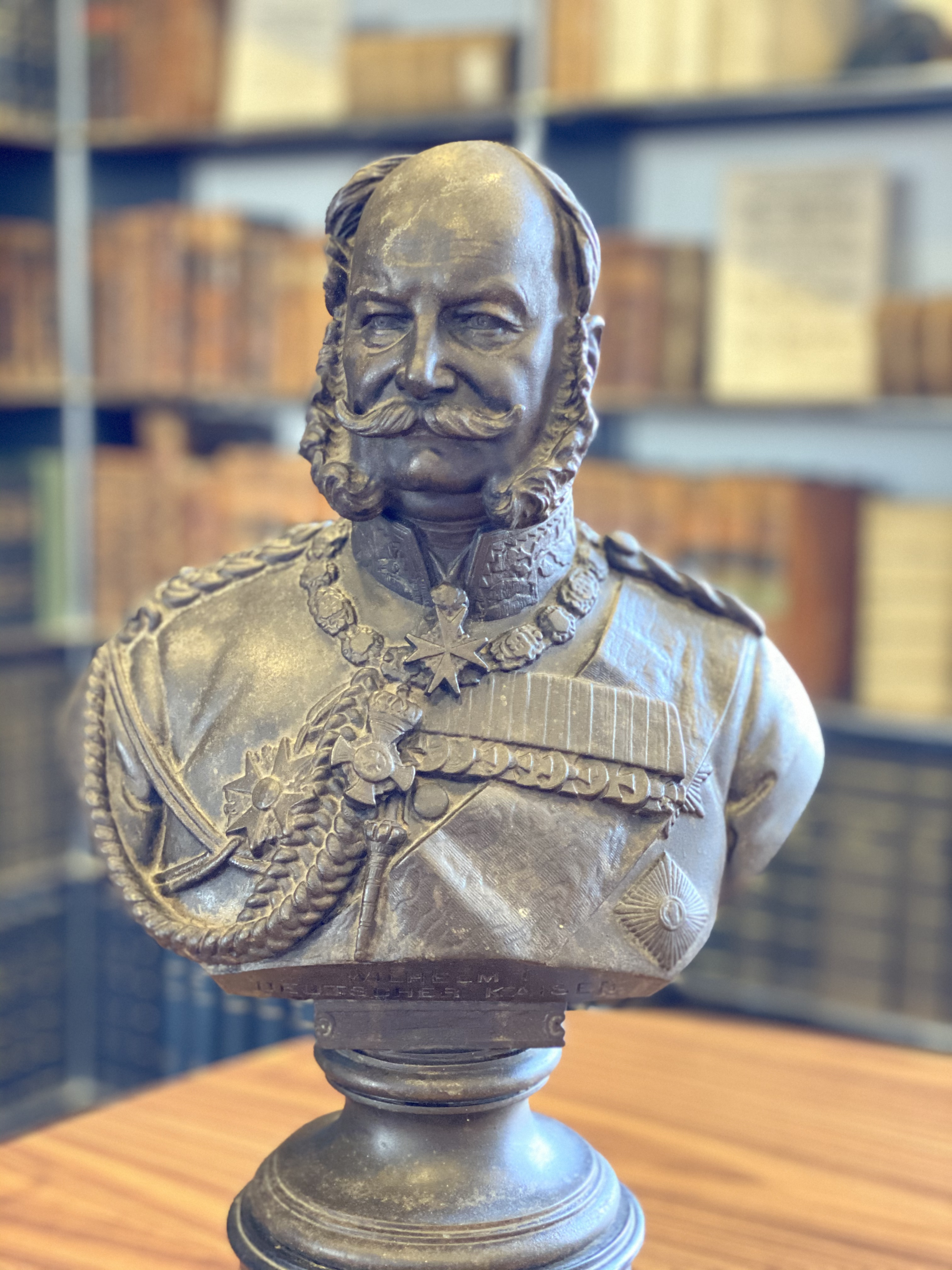
Gladenbeck Berlin – Büste, Skulptur, Kaiser Wilhelm I. – Legierung, Rohzinkguss nach der Büste Keils aus dem Jahr 1869.

## Auszeichnungen
- 1866: Kleine goldene Medaille auf der Berliner Akademie-Ausstellung für seine Modelle der Herolde als Fackelträger für das Hauptportal des Schlosses Schaumburg an der Lahn.
- 1888: erster Preis